# スポーツに関する日本初の一覧
スポーツに関する日本初の一覧（いちらん）は、スポーツに関する日本人によるまたは日本での発祥や初記録の一覧。
以下の記事も同様
- スポーツに関する日本一の一覧 - スポーツに関する日本最高（最低）記録

## オリンピック
- オリンピック出場者 - ストックホルムオリンピックに出場した三島弥彦と金栗四三（1912年）
- オリンピック女子出場者 - アムステルダムオリンピックでの人見絹枝（1928年）
- オリンピックメダリスト - アントワープオリンピックでの熊谷一弥（1920年）テニス
  - 熊谷はシングルスに続き翌日のダブルスでも柏尾誠一郎とともにメダルを獲得している[1]。
- オリンピック女子メダリスト - アムステルダムオリンピックでの人見絹枝（1928年）陸上競技
- オリンピック金メダリスト - アムステルダムオリンピックでの織田幹雄（1928年）陸上競技 ※個人競技としてはアジア人初でもある。
  - 同大会では鶴田義行も金メダルを獲得している。
- オリンピック女子金メダリスト - ベルリンオリンピックでの前畑秀子（1936年）競泳
- オリンピック2連覇 - アムステルダムオリンピックとロサンゼルスオリンピックでの鶴田義行（1928年-1932年）競泳
- オリンピック3連覇 - アトランタオリンピック、シドニーオリンピック、アテネオリンピックでの野村忠宏（1996年-2004年）柔道
- オリンピック4連覇 - アテネオリンピック、北京オリンピック、ロンドンオリンピック、リオデジャネイロオリンピックでの伊調馨（2004年-2016年）レスリング ※女子世界初でもある。
  - ロンドンオリンピックでは吉田沙保里も3連覇を達成している
- オリンピック2冠 - ローマオリンピックの小野喬（1960年）体操競技
- オリンピック3冠 - メキシコシティオリンピックの中山彰規（1968年）体操競技
- オリンピック2種目連覇 - アテネオリンピックと北京オリンピックでの北島康介（2004年-2008年）競泳
- 冬季オリンピックメダリスト - コルティナダンペッツォオリンピックでの猪谷千春（1956年）アルペンスキー
- 冬季オリンピック女子メダリスト - アルベールビルオリンピックでの橋本聖子（1992年）スピードスケート
  - 同大会では伊藤みどりもメダルを獲得している
- 冬季オリンピック金メダリスト - 札幌オリンピックでの笠谷幸生（1972年）スキージャンプ
- 冬季オリンピック女子金メダリスト - 長野オリンピックでの里谷多英（1998年）フリースタイルスキー
- 冬季オリンピック2連覇 - ソチオリンピックと平昌オリンピックでの羽生結弦（2014年-2018年）フィギュアスケート
  - 団体競技も含めた場合、アルベールビルオリンピックとリレハンメルオリンピックでの荻原健司と河野孝典（1992年-1994年）ノルディック複合
- ユースオリンピック金メダリスト - シンガポールユースオリンピックでの佐藤優香（2010年）※世界初でもある。
  - 男子は高橋侑希。同大会では佐藤・高橋を含む8名が金メダルを獲得している。
- 冬季ユースオリンピック金メダリスト - インスブルックユースオリンピックでの高梨沙羅（2012年）
  - 同大会では大江光も金メダルを獲得している。
- 冬季ユースオリンピック男子金メダリスト - リレハンメルユースオリンピックでの山本草太（2016年）

## パラリンピック
- パラリンピック出場者 -  東京パラリンピックでの53名（1964年）[2][3][4]
- パラリンピック女子出場者 - 東京パラリンピックでの井上千代乃と小笠原文代（1964年）[5]
- パラリンピック金メダリスト - 東京パラリンピックでの猪狩靖典と渡部藤男（1964年）[4][6]
- パラリンピック女子メダリスト -  東京パラリンピックでの井上千代乃と小笠原文代（1964年）卓球ダブルスC級[4][7]
- パラリンピック女子金メダリスト - ハイデルベルクパラリンピックでの川上恵以、田中美知子、山端智佐美（1972年）陸上[8]
- 冬季パラリンピック金メダリスト - 長野パラリンピックでの大日方邦子（1998年）[9]
- 参加した夏季パラリンピックにおける金メダル獲得なし - 2016年リオデジャネイロパラリンピック

## 陸上競技
- マラソン大会 - 兵庫県神戸市スタートで大阪市ゴールの片道コースで1909年（明治42年）3月21日に開催された「マラソン大競走」※1855年開催の安政遠足は現在のマラソンとは距離や趣旨が大きく異なるものであった。[10]。
- 女性限定フルマラソン大会 - 東京都東大和市で1978年（昭和53年）に開催された「女子タートルフルマラソン全国大会」[11]。
- 国際陸連（IAAF）公認女子マラソン大会 - 東京国際女子マラソン（1979年）※世界初でもある。
- IAAF公認女子マラソン大会における優勝者 - 佐々木七恵（1983年11月20日、第5回東京国際女子マラソン）
- 陸上競技オリンピック女子金メダリスト - 高橋尚子（2000年）
- 世界選手権メダリスト - 山下佐知子（1991年8月25日）
- 世界選手権金メダリスト - 谷口浩美（1991年9月1日）
- 世界選手権女子金メダリスト - 浅利純子（1993年8月15日）
- 陸上トラック競技世界選手権メダリスト - 千葉真子（1997年8月5日）
- 陸上フィールド競技世界選手権メダリスト - 室伏広治（2001年）
- ダイヤモンドリーグ優勝者 - 北口榛花（2022年）

## 水泳
- 競技としての水泳大会 - 1856年に東京都の越中島で講武所の上覧水泳が開かれた際に行われた。
- 水泳の全国大会（大日本体育協会主催） - 1914年に極東選手権の選考会を兼ねて大日本体育協会主催で開催された。
- 水泳の全国大会（日本水泳連盟主催） - 1925年に大日本水上競技連盟（現在の日本水泳連盟）主催で全日本選手権水上競技大会（現在の日本選手権水泳競技大会）として開催された。
- 競泳オリンピック2冠 - 北島康介（2004年）
- 競泳世界選手権メダリスト - 田口信教（1973年）
  - 同大会では青木まゆみもメダルを獲得している。
- 競泳世界選手権金メダリスト - 北島康介（2003年）
- オープンウォータースイミング世界選手権金メダリスト - 梶本一花（2025年）
- 飛込競技オリンピックメダリスト - 玉井陸斗（2024年）
- 飛込競技世界選手権メダリスト - 寺内健（2001年）
  - 同大会では宮嵜多紀理・大槻枝美組もメダルを獲得している。
- アーティスティックスイミング（当時シンクロナイズドスイミング）世界選手権男子代表選手 - 安部篤史（2015年）
- アーティスティックスイミング日本選手権男子出場選手 - 佐藤陽太郎（2017年）

## 体操競技
- 体操競技オリンピック金メダリスト - メルボルンオリンピックの小野喬（1956年）
- 体操競技団体のオリンピック金メダリスト - ローマオリンピック（竹本正男・小野喬・相原信行・遠藤幸雄・三栗崇・鶴見修治）（1960年）
- 体操競技個人総合のオリンピック金メダリスト - 東京オリンピックの遠藤幸雄（1964年）
- 体操競技女子のオリンピックメダリスト - 東京オリンピックの団体（相原俊子・池田敬子・小野清子・千葉吟子・辻宏子・中村多仁子）（1964年）
- 体操競技個人女子のオリンピックメダリスト - 東京オリンピックの村上茉愛（2021年）
- 世界体操競技選手権男子金メダリスト - 竹本正男（1954年）
- 世界体操競技選手権女子金メダリスト - 田中敬子（1954年）
- 世界体操競技選手権個人総合金メダリスト - 監物永三（1970年）
- ロンジン・エレガンス賞受賞者 - 冨田洋之（2007年）
- ロンジン・エレガンス賞女子受賞者 - 田中理恵（2010年）
- 世界新体操選手権金メダリスト - 平口美鶴（1975年）
- 世界トランポリン競技選手権金メダリスト - 外村哲也・上山容弘（2007年）
- 世界トランポリン競技選手権女子金メダリスト - 森ひかる・宇山芽紅（2018年）
- 世界トランポリン競技選手権個人金メダリスト - 森ひかる（2019年）

## レスリング

### アマチュアレスリング
- オリンピックメダリスト - パリオリンピックでの内藤克俊（1924年）
- オリンピック金メダリスト - ヘルシンキオリンピックでの石井庄八（1952年）
- オリンピック女子金メダリスト - アテネオリンピックでの吉田沙保里（2004年）
  - 伊調馨も獲得しているが、試合順は吉田のほうが先だった。
- 世界選手権女子金メダリスト - 清水美弥子（1989年）
  - 吉村祥子も獲得しているが、試合順は清水のほうが先だった。

### プロレス
- プロレス興行 - 西洋大角力（1887年）
- プロレス団体 - 大日本レッスリング普及会（1928年）
- 女子プロレス団体 - 全日本女子レスリング倶楽部（1953年）
- 男女混合プロレス団体 - 全日本プロレス協会（1954年）
- プロレスラー - ソラキチ・マツダ（1883年）
- 女子プロレスラー - 猪狩定子と田山勝美（1950年）
- 世界チャンピオン - マティ・マツダ（1923年）
- 女子世界チャンピオン - 巴ゆき子（1968年）
- 覆面レスラー - 覆面太郎（1967年）
- ペイントレスラー - 諸説あり
- デスマッチ - 日本プロレスにおけるジャイアント馬場対クラッシャー・リソワスキー（1968年）
- 金網デスマッチ - 国際プロレスにおけるラッシャー木村対ドクター・デス（1970年）
- ミックスファイト - FMWにおけるターザン後藤、デスピナ後藤対リッキー・フジ、工藤めぐみ（1990年）

## ボクシング

### アマチュアボクシング
- 高校ボクシング - 輪王寺にて（1924年）
- オリンピックメダリスト - ローマオリンピックでの田辺清（1960年）
- オリンピック金メダリスト - 東京オリンピックでの桜井孝雄（1964年）
- オリンピック女子金メダリスト - 東京オリンピックでの入江聖奈（2021年）
- アマチュア世界選手権メダリスト - 石井幸喜（1978年）
- アマチュア世界選手権金メダリスト - 坪井智也（2021年）
  - 同大会では岡澤セオンも獲得しているが、試合順は坪井の方が先だった。
- アマチュア女子世界選手権入賞者 - 箕輪綾子（2008年）
- アマチュア女子世界選手権メダリスト - 和田まどか（2014年）
- AIBA主管大会金メダリスト - 佐伯霞（2011年女子世界ジュニア選手権）
- AIBA主管大会男子金メダリスト - 堤駿斗（2016年世界ユース選手権）

### プロボクシング
- プロボクサー - 浜田庄吉（1884年頃）
- プロボクシング興行 - 西洋大角力（1887年）
- リングネーム使用者 - ピストン堀口
- 女子プロボクサー - 高築正子（1976年）
- JBCからライセンスを付与された女子プロボクサー - 2008年2月28日実施のプロテスト合格者20名
- JBCライセンスの下で公式試合に出場した女子プロボクサー - 江畑佳代子（2008年）
- JBC管轄の女子プロボクシング公式試合 - G Legend（2008年5月9日）
- プロボクシング国際チャンピオン - 東洋フェザー級のピストン堀口（1936年）
- プロボクシング世界チャンピオン - フライ級の白井義男（1952年）
  - 白井が王座を獲得した5月19日は2010年から「ボクシングの日」に指定されている。
- プロボクシング世界王座複数階級制覇 - フライ級・バンタム級のファイティング原田（1965年）
- JBCが公認するプロボクシング世界王座3階級制覇 - ライトフライ級・フライ級・バンタム級の亀田興毅（2010年）
- プロボクシング各団体最上位世界王座だけによる3階級制覇[12] - ミニマム級・フライ級・ライトフライ級の八重樫東（2015年）
  - WBA（スーパー王座なし）・WBC・IBF正規王座で3階級制覇。
- プロボクシング男子世界王座4階級制覇 - ミニマム級・ライトフライ級・フライ級・スーパーフライ級の井岡一翔（2019年）
- プロボクシング各階級の世界チャンピオン
  - ミニマム級 - 井岡弘樹（1987年）
  - ライトフライ級 - 具志堅用高（1976年）
  - フライ級 - 上記の白井義男
  - スーパーフライ級 - 渡辺二郎（1982年）
  - バンタム級 - 上記のファイティング原田
  - スーパーバンタム級 - ロイヤル小林（1976年）
  - フェザー級 - 西城正三（1968年）
  - スーパーフェザー級 - 沼田義明（1967年）
  - ライト級 - ガッツ石松（1974年）
  - スーパーライト級 - 藤猛（1967年）
  - スーパーウェルター級 - 輪島功一（1971年）
  - ミドル級 - 竹原慎二（1995年）
- WBC世界チャンピオン - フライ級の海老原博幸（1963年）
  - 初の二団体統一世界チャンピオンでもある。
- 分立WBC世界チャンピオン - スーパーフェザー級の沼田義明（1970年）
  - WBC単独での世界王座獲得。
- プロボクシング分立二団体統一世界チャンピオン - WBA・WBCスーパーウェルター級の輪島功一（1971年）
- IBF世界チャンピオン - バンタム級の新垣諭（1984年）
- WBC名誉チャンピオン - スーパーバンタム級の西岡利晃（2012年）
- プロボクシング暫定世界チャンピオン - WBCバンタム級の辰吉丈一郎（1993年）
- プロボクシング正規・暫定王座統一戦に勝利した世界チャンピオン - WBCバンタム級の薬師寺保栄（1994年）
- プロボクシング二団体統一戦に勝利した世界チャンピオン - WBA・WBCミニマム級の井岡一翔（2012年）
- WBO世界チャンピオン - バンタム級の亀田和毅（2013年）
- プロボクシング世界四団体（WBA・WBC・IBF・WBO）制覇 - ミニマム級の高山勝成（2014年）※ただしWBAは暫定王者止まり。
- プロボクシング三団体統一世界チャンピオン - WBA・IBF・WBCバンタム級の井上尚弥（2022年）
  - 四団体統一チャンピオンも井上尚弥（2022年）
- WBA世界スーパーチャンピオン - スーパーフェザー級の内山高志（2015年）
- WBO世界スーパーチャンピオン - フライ級の田中恒成（2020年）
- オリンピアンのプロボクシング世界チャンピオン - 上記のロイヤル小林
  - 1972年ミュンヘン五輪日本代表
- オリンピックメダリストの世界チャンピオン - ミドル級の村田諒太（2017年）
  - 2012年ロンドン五輪金メダリスト。日本人によるプロアマ制覇としても初である。
- プロボクシング師弟世界チャンピオン - 花形進・星野敬太郎（2000年）
- プロボクシング兄弟世界チャンピオン - 亀田興毅・大毅（2010年）
- 大卒プロボクシング世界チャンピオン - 上記のロイヤル小林
- プロボクシング女子世界チャンピオン - ストロー級のシュガーみゆき（1997年）
- プロボクシング女子世界王座複数階級制覇 - フェザー級・スーパーライト級のライカ（2006年）
  - 同年、ライト級も制して初の3階級制覇を達成している。
- WBC女子世界チャンピオン - ストロー級の菊地奈々子（2005年）
- JBCが公認するプロボクシング女子世界チャンピオン - ライトフライ級の富樫直美（2008年）
- WBA女子世界チャンピオン - スーパーフライ級の天海ツナミ（2009年）
- JBCが公認するプロボクシング女子世界王座複数階級制覇 - ミニフライ級・スーパーフライ級の藤岡奈穂子（2013年）
  - その後、2015年にバンタム級も制してJBC公認初の女子3階級制覇、2017年にフライ級も制して男女を通じて初の4階級制覇、さらにライトフライ級も制して5階級制覇をそれぞれ達成している。
- IBF女子世界チャンピオン - ライトフライ級の柴田直子（2013年）
- WBO女子世界チャンピオン - ミニフライ級の山田真子（2014年）
- プロボクシング女子統一世界チャンピオン - アトム級の小関桃（2015年）
- プロボクシング男女きょうだい世界チャンピオン - 山中竜也・菫（2024年）
- プロボクシングユース世界チャンピオン - スーパーバンタム級の杉田真教（2002年）
- プロボクシング女子ユース世界チャンピオン - アトム級の黒木優子（2011年）
- プロボクシング東洋太平洋（当時・東洋）チャンピオン - フェザー級の金子繁治（1953年）
- プロボクシング東洋太平洋女子チャンピオン - ライトフライ級の菊地奈々子（2009年）
- WBOアジア太平洋チャンピオン - スーパーフェザー級の野上真司（2002年）
- WBOアジア太平洋女子チャンピオン - スーパーバンタム級の後藤あゆみ（2017年）
- プロボクシング日本チャンピオン - ジュニアバンタム級の荻野貞行とフェザー級の横山金三郎（1922年）
- JBCが公認するプロボクシング日本チャンピオン - バンタム級の堀口宏とフェザー級のベビー・ゴステロ（1947年）
  - JBC設立は1952年であるが、上記2名を初代王者として公認している。
- 国立大学出身のチャンピオン - 東洋太平洋バンタム級の新田渉世（1996年）
  - 横浜国立大学出身。
- プロボクシング日本ユースチャンピオン - スーパーフェザー級の三瓶数馬（2017年）
- プロボクシング女子日本チャンピオン - ミニフライ級の中沢夏美（1999年）
- JBCが公認するプロボクシング女子日本チャンピオン - バンタム級の吉田実代（2017年）
- プロトライアルマッチからのボクサーライセンス取得者 - つのだのりこ（2012年）
- 計量失敗（体重オーバー）による世界王座被剥奪者 - WBCフライ級の比嘉大吾（2018年）

## フェンシング
- オリンピックメダリスト - 北京オリンピックでの太田雄貴（2008年）
- オリンピック金メダリスト - 東京オリンピックでの男子エペ団体（山田優・宇山賢・加納虹輝・見延和靖）（2021年）

## 重量挙げ
- オリンピック金メダリスト - 東京オリンピックの三宅義信（1964年）
- オリンピック女子メダリスト - ロンドンオリンピックの三宅宏実（2012年）
- 世界選手権女子メダリスト - 植村ひろみ（1989年）

## テニス
- ウィンブルドン選手権出場選手 - 清水善造（1920年）
- 四大大会優勝者 - 三木龍喜（1934年ウィンブルドン選手権混合ダブルス）
- プロテニス選手 - 岡田早苗（1936年）
- 男子プロテニス選手 - 佐藤俵太郎（1937年）
- 女子四大大会優勝 - 沢松和子（1975年ウィンブルドン選手権女子ダブルス）
- 四大大会シングルス優勝 - 大坂なおみ（2018年全米オープン女子）
  - 四大大会シングルス連続優勝 - 大坂なおみ（2018年全米オープン女子・2019年全豪オープン女子）

## サッカー

### 国際試合
- 日本代表の国際試合 - 1917年5月9日の対中華民国戦
- FIFA女子ワールドカップ得点者 - 野田朱美 ブラジル戦（1995年6月7日）
- FIFAワールドカップ得点者 - 中山雅史 ジャマイカ戦　（1998年6月26日）
- FIFAクラブワールドカップ出場選手 - 三浦知良（2005年）
- FIFAクラブワールドカップ出場クラブ - 浦和レッドダイヤモンズ（2007年）
- FIFAクラブワールドカップ得点者 - 永井雄一郎（2007年）
- FIFAクラブワールドカップ決勝進出クラブ - 鹿島アントラーズ（2016年）
- FIFAバロンドール受賞者 - 澤穂希、佐々木則夫（2011年度）
- FIFAワールドカップ決勝トーナメント出場 - 2002年6月18日の対トルコ戦
- FIFAワールドカップ決勝トーナメントのPK戦シュート成功者 - 遠藤保仁、2010年6月29日の対パラグアイ戦
  - PK戦のメンバーは他、長谷部誠・駒野友一・本田圭佑の計4人の中で1人目を担当

### プロサッカー
- プロサッカークラブ - 東京クラブ（1955年）
- プロサッカー選手 - 2つの説がある。 
  - サッカーにおける「プロフェッショナル」の定義は、国際サッカー連盟の「Regulations on the Status and Transfer of Players」の中で「クラブと契約を結び、日常の出費を上回る給料をサッカー活動により支払われている者」と定義されている[13]。このため、クラブと契約を結んでいない者はもちろん、契約を結んでいても給料が少額に留まる者や、名目上サッカー活動以外の対価として給料を得ている者はプロ選手としては扱われない。詳しくはプロフェッショナル (サッカー)を参照のこと。

  1. 1977年にドイツ・ブンデスリーガの1.FCケルンとプロ契約した奥寺康彦※国際サッカー連盟の定義におけるものとして。[14][15][16]
  2. 1975年に香港の東方で8ヶ月プレーをした佐田繁理※ただし収入は小遣い代という名目であり、国際サッカー連盟の定義におけるプロフェッショナルの条件を満たしていなかったと考えられる。[17][18][19]
- 国内プロサッカー選手 - 木村和司（1986年）
- 女子プロサッカー選手 - 長峯かおり（1991年）
- 国内女子プロサッカー選手 - 大竹奈美・由美姉妹（1998年）
- 第1種クラブでプレーする女性プロサッカー選手 - 永里優季（2020年にはやぶさイレブン所属）
- プロサッカーの得点者 - ヘニー・マイヤー（ヴェルディ川崎、1993年5月15日）
- プロサッカーのハットトリック達成者 - ジーコ（鹿島アントラーズ、1993年5月16日）
- プロサッカーのダブルハットトリック達成者 - バレー（ヴァンフォーレ甲府、2005年12月10日のJ1・J2入れ替え戦第2戦）
- プロサッカーリーグ戦でのダブルハットトリック達成者 - マイケル・オルンガ（柏レイソル、2019年11月24日）
- プロサッカーの警告 - 都並敏史（ヴェルディ川崎、1993年5月15日）
- プロサッカーの退場処分 - パベル・ジェハーク（ジェフユナイテッド市原、1993年5月29日）
- プロサッカー優勝クラブ - ヴェルディ川崎（1993年度）
- 期限付き移籍 - 菊原志郎（ヴェルディ川崎から浦和レッドダイヤモンズに1994年から1年間）
- 海外クラブへの期限付き移籍 - 三浦知良（ヴェルディ川崎からジェノアCFCに1994年から1年間）
- 特別指定選手（当時・強化指定選手）のトップ公式戦出場 - 矢野隼人（ヴェルディ川崎、1999年9月4日）
- プロサッカー三冠クラブ - 鹿島アントラーズ（2000年度）
  - Jリーグ、ナビスコ杯、天皇杯の全タイトル獲得。
- プロサッカーの無観客試合 - 2014年3月23日・埼玉スタジアム2002の浦和レッドダイヤモンズ対清水エスパルス戦

### その他
- 男子全国リーグ加盟クラブにおける女性監督 - ミラグロス・マルティネス・ドミンゲス（2019年）
  - 鈴鹿ポイントゲッターズ（当時鈴鹿アンリミテッドFC）監督に就任。

## ラグビー
- 試合 - 1899年、慶應義塾大学の塾生にイギリス人から伝わる。
- 高校ラグビー - 豊中グラウンドにて
- 日本代表の国際試合 - 1932年1月31日のカナダ戦
- ラグビーワールドカップ得点者 - ノフォムリ・タウモエフォラウ 米国戦 （1987年5月24日）

## バスケットボール
- 試合 - 東京YMCAにて（1909年）
- 高校バスケットボール - 福岡国体にて
- プロバスケットボールチーム - 新潟アルビレックスBB（2000年）
- プロバスケットボールリーグ - 日本プロバスケットボールリーグ（通称bjリーグ 2005年開幕）
- プロバスケットボールチームの日本リーグ優勝 - リンク栃木ブレックス（2010年）
- プロバスケットボールチームの全日本選手権優勝 - 千葉ジェッツ（2017年）
- 男子プロバスケットボール選手 - 外山英明と長谷川誠（1997年）
- 女子プロバスケットボール選手 - 萩原美樹子（1997年）
- 国内女子プロバスケットボール選手 - 大神雄子（2007年）
- 男女混成が許されたプロバスケットボールリーグでの女性プロバスケットボール選手 - 花田有衣（ABA SPLに参加）
- 国内男子プロバスケットボールチームの女性ヘッドコーチ - ナタリー・ナカセ（2011年 埼玉ブロンコス）

## バレーボール
- ビーチバレーの試合 - 鵠沼海岸にて（1987年）[20]
- プロバレーボールチーム - オレンジアタッカーズ（1998年）
- 男子プロバレーボールチーム - ヴォレアス北海道（2016年）[21]

## 野球

### 試合
- 試合 - 1878年に平岡凞が日本初の本格的野球チーム「新橋アスレチック倶楽部」を設立し、1882年駒場農学校と日本初の対抗戦を行った。
- 夜間公式試合 - 戸塚球場で行われた早稲田大学の2軍対新人戦　（1933年7月10日）

### プロ野球
- プロ野球チーム及びプロスポーツチーム - 日本運動協会：1920年
- プロ野球選手 - 三原脩（東京巨人軍、現読売ジャイアンツ）：1934年6月6日契約
- プロ野球の本塁打 - 藤井勇（大阪タイガース、現阪神タイガース）：1936年5月4日
  - 阪神電車甲子園大運動場（現阪神甲子園球場）における対東京セネタース（後の翼軍）戦で左中間を破るランニングホームランを記録（投手：野口明）。
- プロ野球のオーバーフェンスによる本塁打 - 山下実（阪急軍、現オリックス・バファローズ）：1936年5月22日
  - 宝塚球場における対大東京軍（後の松竹ロビンス）戦で記録（投手：近藤久）。
- プロ野球のサヨナラ本塁打 - 山下実（阪急軍）：1936年7月12日
  - 宝塚球場における対名古屋軍（現中日ドラゴンズ）戦で延長11回裏に記録（投手：松浦一義）。
- プロ野球の夜間試合 - 1948年8月17日に横浜ゲーリッグ球場で行われた巨人対中日の試合。
- プロ野球のリーグ優勝決定サヨナラ本塁打 - 吉村禎章（読売ジャイアンツ）：1990年9月8日
  - 東京ドームにおける対ヤクルトスワローズ（現東京ヤクルトスワローズ）戦で延長10回裏に記録（投手：川崎憲次郎）。なお、パ・リーグのそれは鈴木健（西武ライオンズ、現埼玉西武ライオンズ）が1997年10月3日の西武ライオンズ球場（現西武ドーム）における対福岡ダイエーホークス（現福岡ソフトバンクホークス）戦で延長10回裏に記録（投手：吉武真太郎）。
- プロ野球の全12球団からの本塁打 - 江藤慎一（太平洋クラブライオンズ、現埼玉西武ライオンズ）：1975年6月1日
  - 川崎球場における対ロッテオリオンズ（現千葉ロッテマリーンズ）戦で達成（投手：水谷則博）。なお、2004年限りで消滅した大阪近鉄バファローズと翌2005年に創設された東北楽天ゴールデンイーグルスを含む13球団からの達成者はフェルナンド・セギノール（北海道日本ハムファイターズ）が初（2005年7月2日のフルキャストスタジアム宮城における対東北楽天ゴールデンイーグルス戦で記録（投手：山村宏樹））。
- プロ野球のノーヒットノーラン達成者 - 沢村栄治（東京巨人軍）：1936年9月25日
  - 阪神電車甲子園大運動場にて対大阪タイガース戦で達成。
- プロ野球の完全試合達成者 - 藤本英雄（読売ジャイアンツ）：1950年6月28日
  - 青森市営球場にて対西日本パイレーツ戦で達成。
- プロ野球の1球勝利投手 - グレン・ミケンズ（近鉄バファローズ、後の大阪近鉄バファローズ）：1963年8月21日
  - 日生球場における対南海ホークス（現福岡ソフトバンクホークス）戦で記録。
- プロ野球の1球敗戦投手 - 川崎徳次（読売ジャイアンツ）：1948年5月29日
  - 宇治山田市営球場（現伊勢市倉田山公園野球場）における対中日ドラゴンズ戦で記録。
- プロ野球の0球セーブ投手 - 金城基泰（南海ホークス）：1980年10月2日
  - 大阪球場における対阪急ブレーブス（現オリックス・バファローズ）戦で記録。なお、第2号は同じ南海ホークスの三浦政基が翌1981年6月4日の後楽園球場における対日本ハムファイターズ（現北海道日本ハムファイターズ）戦で記録しているが、2022年現在同記録の達成はこの2例のみ。
- プロ野球の全12球団からの勝利投手 - 野村収（阪神タイガース）：1983年5月15日
  - 阪神甲子園球場における対横浜大洋ホエールズ（現横浜DeNAベイスターズ）戦で達成。なお、大阪近鉄バファローズと東北楽天ゴールデンイーグルスを含む13球団からの達成者は工藤公康（横浜ベイスターズ）が初（2007年7月24日の東京ドームにおける対読売ジャイアンツ戦で記録）。
- プロ野球のサイクルヒット達成者 - 藤村富美男（大阪タイガース）：1948年10月2日
  - 甲子園球場にて対金星スターズ（後の大映スターズ）戦で達成。認定されたのは1965年。
- プロ野球の1イニング2本塁打 - 川上哲治（読売ジャイアンツ）：1948年5月16日
  - 仙台評定河原球場における対金星スターズ戦の1回に記録。
- プロ野球の1試合4本塁打 - 岩本義行（松竹ロビンス）：1950年8月1日
  - 長野上田球場における対大阪タイガース戦で達成（2打席目で凡退のため連続記録ではない）。
- プロ野球の4打席連続本塁打 - 青田昇（大洋ホエールズ）：1956年5月6日
  - 川崎球場における対広島カープ（現広島東洋カープ）戦ダブルヘッダー第1・2試合に跨がり達成。
- プロ野球の1試合4打席連続本塁打 - 王貞治（読売ジャイアンツ）：1964年5月3日
  - 後楽園球場における対阪神タイガース戦で達成。
- プロ野球優勝チーム - 東京巨人軍（1936年）
- 日本選手権シリーズ優勝チーム - 毎日オリオンズ（1950年）
- 移籍選手 - 二出川延明（1935年12月27日に東京巨人軍から名古屋金鯱軍に移籍）
- 退場処分 - 苅田久徳（東京セネタース）：1936年11月20日
  - 審判の判定に抗議し審判に暴言を吐いたために退場処分。
- フリーエージェントを行使して移籍した選手 - 松永浩美（1993年に阪神タイガースから福岡ダイエーホークスに移籍）
- 登録名を愛称に変更した日本人選手 - イチロー（鈴木一朗）とパンチ（佐藤和弘）（オリックス・ブルーウェーブ、現オリックス・バファローズ、1994年）
- フリーエージェントを行使してMLBに移籍した選手 - 吉井理人（オリックス・ブルーウェーブ、1997年にニューヨーク・メッツに移籍）
- ポスティングシステムを行使してMLBに移籍した選手 - アレファンドロ・ケサダ（広島東洋カープ、1999年3月5日にシンシナティ・レッズに移籍）
- 育成選手からの支配下選手登録 - 小斉祐輔と西山道隆（福岡ソフトバンクホークス、2006年5月23日に支配下選手登録）
- 独立リーグ - 国民野球連盟（1947年）
- 女子野球チーム - 東京ブルーバード（1948年、女子のプロスポーツチームとしても日本初）
- 女子プロ野球選手 - 髙坂峰子（1951年）
- 男女混成が許されたプロ野球リーグでの女性プロ野球選手 - 吉田えり（関西独立リーグの神戸9クルーズ所属）
- 制限選手 - ブライアン・バニスター（読売ジャイアンツ、2011年3月15日）
  - 同年4月26日に任意引退公示。
- 選手兼任監督 - 伊藤勝三（大東京軍）
  - 1936年の入団の年に就任
- オリンピアンの監督 - 古田敦也（2006年 - 東京ヤクルトスワローズ）
  - 1988年ソウルオリンピック日本代表
- 国立大学出身の監督 - 栗山英樹（2012年 - 北海道日本ハムファイターズ）
  - 東京学芸大学出身、現役時はヤクルトスワローズ
- 逆指名入団（希望入団枠制度を使用）の監督 - 高橋由伸（2015年 - 読売ジャイアンツ）
  - 1997年、逆指名1位で読売ジャイアンツに入団
- 代打逆転サヨナラ満塁本塁打 - 樋笠一夫（読売ジャイアンツ）：1956年3月25日の対中日ドラゴンズ戦にて記録（投手：杉下茂）
  - 3月25日は「ドラマチックデー」に指定されている。
- 代打逆転サヨナラ満塁優勝決定本塁打 - 北川博敏（大阪近鉄バファローズ）：2001年9月26日の対オリックス・ブルーウェーブ戦にて記録（投手：大久保勝信）
- 同日開催の複数試合におけるサヨナラゲーム - 2019年9月4日、千葉ロッテマリーンズ対北海道日本ハムファイターズ・東京ヤクルトスワローズ対広島東洋カープ・横浜DeNAベイスターズ対阪神タイガースで成立、しかも全て本塁打により終了。

## ゴルフ
- ホールインワン - ドルフィンガー（1906年）
- プロゴルファー - 福井覚治（1920年）
- 海外トーナメント出場選手 - 宮本留吉と安田幸吉（1929年ハワイアンオープン）
- マスターズ・トーナメント出場選手 - 戸田藤一郎（1936年）
- 女子プロゴルファー - 小川美智恵（1960年）
- メジャートーナメント優勝 - 樋口久子（1977年全米女子プロゴルフ選手権）
- 男子（シニアツアー）メジャートーナメント優勝 - 井戸木鴻樹（2013年全米プロシニアゴルフ選手権）
- 男子（レギュラーツアー）メジャートーナメント優勝 - 松山英樹（2021年マスターズトーナメント）
- 世界ランキング1位 - 宮里藍（2010年）

## ボウリング
- プロボウラー - 石川雅章
  - 1967年（昭和42年）、日本プロボウリング協会（JPBA）の設立と同時に、推薦プロボウラーとして、第一期創設メンバーの一人となる。
- 女子プロボウラー - 須田開代子
  - ライセンスナンバー1の女子第1期生。ジャパンレディスボウリングクラブ（JLBC）初代代表。
- プロボウリングの公認パーフェクトゲーム - 石川雅章（1968年5月15日）
- 女子プロボウリングの公認パーフェクトゲーム - 中山律子（1970年8月21日）

## 大相撲
- 兄弟幕内力士 - 兄：釋迦ヶ嶽雲右エ門（1770年(明和7年)11月場所初土俵）－弟：稲妻咲右エ門（1774年(安永3年)10月場所初土俵）
- 番付表に「横綱」と表記された横綱 - 西ノ海嘉治郎 (初代)（1890年(明治23年)5月場所横綱昇進、第16代横綱、それ以前の横綱は地位ではなく一種の称号）
- 優勝力士
  - 勝敗記録が現存する最古の場所に対して便宜的に優勝相当の力士を想定した場合 - 戸田川鷲之助（1761年(宝暦11年)10月場所、西前頭2枚目）（大相撲優勝力士一覧も参照）
  - 新聞社による掲額 - 高見山酉之助（1909年(明治42年)6月場所、東前頭7枚目）
  - 個人優勝制度正式導入後 - 常ノ花寛市（1926年(大正15年)1月場所、西横綱）
- 新入幕で優勝した力士
  - 新聞社による優勝額の掲額が行われるようになって以降 - 両國勇治郎（1914年(大正3年)5月場所、東前頭14枚目）
  - 個人優勝制度正式導入後 - 尊富士弥輝也（2024年(令和6年)3月場所、東前頭17枚目）
- 不戦勝・不戦敗が記録された取組 - 1926年(大正15年)1月場所10日目　□前頭8枚目大蛇山－前頭6枚目白岩■
- 外国人力士 - 平賀将司（日系アメリカ人、1934年(昭和9年)1月場所初土俵、1937年(昭和12年)5月場所引退、最高位西序二段23枚目）
- 1場所で15戦全勝した力士 - 双葉山定次（1939年(昭和14年)5月場所、東横綱）
- 1場所で15戦全敗した力士 - 桂川質郎（1942年(昭和17年)1月場所、東前頭17枚目）
- 優勝決定戦
  - 制度外の公式優勝決定戦 - ○綾曻－番神山●（1933年(昭和8年)1月場所、十両格別席同士）
  - 制度に基づく幕内最高優勝決定戦 - 優勝：羽黒山、敗退：前田山・東富士・力道山（1947年(昭和22年)6月場所、4人トーナメント決定戦）
- 三賞を受賞した力士 - 殊勲賞出羽錦忠雄、敢闘賞輝昇勝彦、技能賞増位山大志郎（1947年(昭和22年)11月場所）
- 木村庄之助として停年退職した行司 - 22代木村庄之助（1959年(昭和34年)11月場所）
- 公傷制度（現在は廃止）が適用された力士 - 宍戸清志（1972年(昭和47年)5月場所、西幕下34枚目）
- 外国人関取 - 高見山大五郎（アメリカ・ハワイ出身、1967年(昭和42年)3月場所新十両昇進）
- 外国人大関 - 小錦八十吉（アメリカ・ハワイ出身、1987年(昭和62年)7月場所大関昇進）
- 外国人横綱 - 曙太郎（アメリカ・ハワイ出身、1993年(平成5年)3月場所横綱昇進）
- 公式な立呼出 - 寛吉（呼出の番付制導入により1994年(平成6年)7月場所に立呼出となる）
- 戦後生まれの立行司 - 35代木村庄之助（1946年(昭和21年)10月29日生まれ、2007年5月場所37代式守伊之助に昇進）
- 平成生まれの関取 - 髙安晃（1990年(平成2年)2月28日生まれ、2011年(平成23年)11月場所十両昇進）・舛ノ山大晴（1990年(平成2年)11月1日生まれ、同）
- 平成生まれの年寄 - 琴勇輝一巖（1991年(平成3年)4月2日生まれ、2021年(令和3年)3月場所で力士を引退、年寄名跡：君ヶ濱→北陣→荒磯）
- 幕下15枚目格付出が適用された力士 - 垣添徹（2001年(平成13年)5月場所初土俵）
- 幕下10枚目格付出が適用された力士 - 市原（清瀬海）孝行（2007年(平成19年)1月場所初土俵）
- 番付に掲載された床山 - 床邦・床寿（2008年1月場所、特等床山）
- 三段目付出が適用された力士 - 石橋（朝乃山）広暉・小柳（豊山）亮太（2016年(平成28年)3月場所初土俵）
  - 幕下15枚目格付出・幕下10枚目格付出は2000年(平成12年)9月からの制度下（2023年(令和5年)9月廃止）の記録、三段目付出は2015年（平成27年）5月創設の制度下の記録を対象とする（江戸時代～昭和戦前の記録は対象としない）。
- 幕下15枚目格付出・幕下10枚目格付出廃止後に幕下最下位格付出が適用された力士 - 松井奏凪人（2024年(令和6年)3月場所初土俵）

## 自転車競技
- 自転車競技チーム - 帝国大学（現・東京大学）教員が結成した「自転車会」（1886年）
- 自転車競技大会 - 1898年に上野・不忍池にて大日本双輪倶楽部主催で開催
- プロロードレースチーム - Japan Pro-road Project（1991年）
- プロロードレーサー 
  - 川室競（1923年、個人契約）
  - 市川雅敏（1987年、トレードチーム契約として初）
- 女子プロロードレーサー - 沖美穂（2002年）
- ツール・ド・フランス
  - 出場選手 - 川室競（1926年）※第二次世界大戦後初参戦の今中大介の方が著名
  - 完走選手 - 新城幸也（2009年）※別府史之も完走しているが、先にゴールしたのは新城だった
- ジロ・デ・イタリア出場選手及び完走選手 - 市川雅敏（1990年）
- ブエルタ・ア・エスパーニャ出場選手 - 土井雪広（2011年）
- 世界選手権
  - 出場選手 - 出宮順一、石塚隆春、村上二三九、困見辰夫（1936年）
  - メダリスト - 井上三次と班目隆雄（1968年）
  - マイヨ・アルカンシエル獲得者 - 中野浩一（1977年）
  - 女子メダリスト - 末政実緒（2004年）
  - 女子マイヨ・アルカンシエル獲得者 - 梶原悠未（2020年）
- オリンピック
  - メダリスト - ロサンゼルスオリンピックでの坂本勉（1984年）
  - 女子メダリスト - 東京オリンピックの梶原悠未（2021年）

## モータースポーツ
- FIAワールドチャンピオン（4輪モータースポーツでの世界王者） - PCWRCでの新井敏弘（2005年）
- FIMワールドチャンピオン（2輪モータースポーツでの世界王者） - GP350ccクラスでの片山敬済（1977年）
- ル・マン24時間レースドライバー - 生沢徹・鮒子田寛（1973年）
- ル・マン24時間レースチャンピオン - 関谷正徳（1995年）
- F1ドライバー
  - 高原敬武（1974年、ノンチャンピオンシップ出場）
  - 鮒子田寛（1975年、チャンピオンシップ出場）
  - 中嶋悟（1987年、フルタイム参戦）
- インディ500ドライバー - ヒロ松下（1991年）
- インディ500チャンピオン - 佐藤琢磨（2017年）※アジア人初でもある。
- WRCワークスドライバー - 藤本吉郎（1994年）
- NASCARドライバー - 福山英朗（2002年）
- レッドブル・エアレーサー - 室屋義秀（2009年）

## スキー

### アルペン
- オリンピックメダリスト - コルチナ・ダンペッツオオリンピックでの猪谷千春（1956年）※アジア人初でもある

### スキー・ジャンプ
- オリンピック金メダリスト - 札幌オリンピックでの笠谷幸生（1972年）※アジア人初でもある
- 世界選手権優勝者 - 原田雅彦（1993年個人ノーマルヒル）
  - 個人ラージヒルも原田雅彦（1997年）
- スキージャンプ・ワールドカップ
  - 優勝者 - 八木弘和（1980年1月12日）
    - 女子は髙梨沙羅（2012年3月3日）

  - 総合優勝者 - 髙梨沙羅（2012/13季）
    - 男子は小林陵侑（2018/19季）
- スキージャンプ週間総合優勝者 - 船木和喜（1997/98季）

### クロスカントリースキー
- クロスカントリースキー・ワールドカップの表彰台 - 夏見円（2008年2月27日、スプリント・クラシカル（1 km）で3位）
  - 長距離種目は石田正子（2009年3月14日、30㎞クラシカルで3位）

### ノルディック複合
- オリンピックメダリスト - リレハンメルオリンピックでの河野孝典（1994年）
- 世界選手権優勝者 - 荻原健司（1993年）
- ノルディック複合・ワールドカップ総合優勝者 - 荻原健司（1992/93季）

### フリースタイル
- オリンピック金メダリスト - 長野オリンピックでの里谷多英（1998年）※アジア人初でもある
- オリンピック男子メダリスト - 平昌オリンピックでの原大智（2018年）
- 世界選手権優勝者 - 上村愛子（2009年）
- フリースタイルスキー・ワールドカップ総合優勝者 - 上村愛子（2007/08季）

## スケート

### フィギュアスケート
- オリンピックメダリスト - アルベールビルオリンピックでの伊藤みどり（1992年）※アジア人初でもある
- オリンピック金メダリスト - トリノオリンピックでの荒川静香（2006年）※アジア人初でもある
- オリンピック男子メダリスト - バンクーバーオリンピックでの髙橋大輔（2010年）
- オリンピック男子金メダリスト - ソチオリンピックでの羽生結弦（2014年）※アジア人初でもある
- 世界選手権優勝者 - 伊藤みどり（1989年）
  - 男子初優勝は髙橋大輔（2010年）
  - ペア初優勝は三浦璃来・木原龍一（2023年）
- ISUグランプリファイナル優勝者 - 村主章枝（2003/04季）
- ISUグランプリシリーズペア優勝者 - 三浦璃来・木原龍一（2022/23季）
  - グランプリファイナルも優勝。

### スピードスケート
- オリンピックメダリスト - サラエボオリンピックでの北沢欣浩（1984年）
- オリンピック金メダリスト - 長野オリンピックでの清水宏保（1998年）
- オリンピック女子メダリスト - アルベールビルオリンピックでの橋本聖子（1992年）
- オリンピック女子金メダリスト - 平昌オリンピックでの小平奈緒（2018年）
- 世界スプリント選手権優勝者 - 黒岩彰（1983年）
- 世界距離別選手権優勝者 - 清水宏保（1996年）
- 世界オールラウンド選手権優勝者 - 髙木美帆（2018年）
- ISUスピードスケート・ワールドカップ総合優勝者 - 橋本聖子（1989/90季）

### ショートトラックスピードスケート
- オリンピック金メダリスト - 西谷岳文（1998年、500m）
- 世界選手権種目別優勝 - 戸田博司（1977年、1500m）
- 世界選手権総合優勝 - 戸田博司（1979年）
- ISUショートトラックスピードスケート・ワールドカップ種目別シーズン総合優勝 - 酒井裕唯（2011-12シーズン、1000m）

## そり競技
- ワールドカップ優勝 - 越和宏（スケルトン、1999年）

## ヨット
- アメリカスカップ出場選手 - 鹿取正信（2007年）

## 競馬
- 本格的な馬券発売（政府による発売許可） - 1923年
- ナイター競走 - 大井競馬場にて（1986年7月31日）[22]
- 国際GI - 第12回ジャパンカップ（1992年）[23]
- 女性騎手 - 斉藤澄子（1936年）※実際には騎乗ならず。[24]
  - レースで騎乗を果たした者としては高橋クニ（1966年）[25]
  - 平地競走で騎乗を果たしたものとしては高橋優子（1969年）[25]

## 競輪
- 競走 - 小倉競輪場にて（1948年11月20日）[26]。
- ナイター競走 - 函館競輪場にて（1998年7月8日）[27]。

## 競艇
- 競走 - 大村競艇場にて（1952年4月6日）[28]
- ナイター競走 - 桐生競艇場にて（1997年9月20日）[29]
- 女子競艇選手 - 則次千恵子（1952年5月1日登録）[30]
- 女子のSG競走制覇 - 遠藤エミ（2022年3月21日ボートレースクラシック）[31]

## オートレース
- 競走 - 船橋オートレース場にて（1950年10月29日）[32]
- ナイター競走 - 伊勢崎オートレース場にて（1989年6月2日）

## 剣道
- 世界選手権におけるV逸 - 2006年の男子団体

## 海外リーグ
- ブンデスリーガ選手 - 上述の奥寺康彦（1977年）
- セリエA選手 - 上述の三浦知良（1994年）※アジア人初でもある
- リーガ・エスパニョーラ選手 - 西澤明訓（2000年）
- プレミアリーグ選手 - 稲本潤一（2002年）
- リーグ・アン選手 - 廣山望（2003年）
- ロシアサッカー・プレミアリーグ選手 - 本田圭佑（2010年）
- フランス選手権トップ14選手 - 吉田義人（2000年）
- プレミアシップ (ラグビー)選手 - 岩渕健輔（2000年）
- スーペル10選手 - 伊藤宏明（2003年）
- スーパーラグビー選手 - 田中史朗（2013年）※堀江翔太も選手登録されているが出場基準では田中が先。
- セリエA (バレーボール)選手 - 大林素子（1995年）※吉原知子も選手登録されているが出場基準では大林が先。
- セリエA (バレーボール)男子選手 - 加藤陽一（2002年）
- ギリシャA1バレーボールリーグ選手 - 畠山亜希子（2002年）
- ロシア・バレーボール・スーパーリーグ選手 - 本間江梨（2003年）
- リーグ・ナショナル・バレー選手 - 佐野優子（2004年）
- バレーボール・ブンデスリーガ選手 - 加藤理絵（2007年）
- リガ･コビェト選手 - 田中聖美（2008年）
- トルコバレーボールリーグ選手 - 木村沙織（2012年）
- セリエA (バスケットボール)選手 - 加藤貴子（2000年）
- バスケットボール・ブンデスリーガ選手 - 石崎巧（2013年）
- リーグ・ナショナル・ハンドボール選手 - 田場裕也（2002年）
- ASOBAL選手 - 宮﨑大輔（2009年）
- ハンドボール・ブンデスリーガ選手 - 梶原晃（2013年）
- チェコ・エクストラリーグ選手 - 村上裕幸（1994年）
- MLB選手 - 村上雅則（1964年8月31日）
- WNBA選手 - 上述の萩原美樹子（1997年）
- NPF選手 - 原田教子（2002年）
- NBA選手 - 田臥勇太（2004年11月1日）
- NHL選手 - 福藤豊（2006年12月15日）
- MLS選手 - 木村光佑（2007年3月）